# Municipio de Norwegian
El municipio de Norwegian (en inglés: Norwegian Township) es un municipio ubicado en el condado de Schuylkill en el estado estadounidense de Pensilvania. En el año 2000 tenía una población de 2.172 habitantes y una densidad poblacional de 143 personas por km².

## Geografía
El municipio de Norwegian se encuentra ubicado en las coordenadas 40°42′00″N 76°13′59″O / 40.70000, -76.23306.

## Demografía
Según la Oficina del Censo en 2000 los ingresos medios por hogar en la localidad eran de $42,540 y los ingresos medios por familia eran $48,603. Los hombres tenían unos ingresos medios de $36,131 frente a los $25,194 para las mujeres. La renta per cápita para la localidad era de $18,699. Alrededor del 3,3% de la población estaban por debajo del umbral de pobreza.